# Dichaetomyia pahangensis
Dichaetomyia pahangensis är en tvåvingeart som beskrevs av Malloch 1925. Dichaetomyia pahangensis ingår i släktet Dichaetomyia och familjen husflugor. Inga underarter finns listade i Catalogue of Life.